# Горішнє (Новороздільська міська громада)
Горі́шнє (до 1946 року Ляшки Горішні) — село в Україні, у Стрийському районі Львівської області.
Село Горішнє розташоване за 22 км від Миколаєва і 60 км від обласного центру — м. Львів., 2 км від залізничної станції — Бориничі. Село межує зі сходу із селами Бориничі та Долішне, з півдня — селами Руда (Рудківці), Станківці, із заходу — з селом Гранки — Кути, з півночі — з селами Стільсько і Ілів. Довжина території села зі сходу на захід 5,6 км, з півночі на південь 4,45 км.
В селі проживає 701 особа. Орган місцевого самоврядування — Новороздільська міська рада. Церква у селі Горішнє побудована 1998 році, а школа у 1956. Площа села становить 1660,8 га (16,608 км²), з них 677,3 га — ріллі, 745,5 га — лісу, 42,0 га — сінокосів, 110,3 га — пасовищ, 22,3 га — садів, 63,4 га — інших угідь. За багаторічними спостереженнями Львівської метеорологічної станції середньорічна температура повітря становить +7.5 °C. Максимальна температура становить +35 °C. Мінімальна температура становить -35 °C.

## Історія
Перша письмова згадка про населений пункт «Ляшки Горішні» у цьому місці датована 1439 роком. Ймовірно, село було засноване значно раніше. Найімовірніше, що село постало ще в часи існування Галицько-Волинського князівства. Воно було розташоване в урочищах Солоне і Підвертабами на віддалі 1 км від теперішнього с. Долішнє і 1,5 км від с. Рудківці. у 1515 р. Село Ляшки було повністю спалене татарами. Тоді священник із 40 родинами розселились вздовж лісу. Ця подія дає нам всі підставі вважати 1515 рік — роком заснування сіл Ляшки Горішні та Ляшки Долішні надалі села Горішнє і Долішнє. У 1899 році за 1,2 кілометра від села засновано мазурську колонію Красна Гора. 11 січня 1885 року в селі Ляшки Горішні відкрито читальню «Просвіти» — одну з перших в околиці.
Наприкінці серпня 1910 року в селі Ляшки Горішні було засновано товариство «Січ». Багато старань доклали до заснування «Січі» брати Володимир та Іван Школьники.

## Церква
Церква, яка була в селі Горішнє на «Морозових гонах» була збудована 1610 року. У 1780 році в селі Ляшки Горішні на «Грицьових гонах» була побудована нова дерев'яна церква «Різдва Івана Христителя».
У 1812 році церква в селі Ляшки Горішні згоріла.
29 вересня 1994 року почалося будівництво нової церкви і було закінчено 8 серпня 1998 року. 9 серпня 1998 року церква була освячена.

## Школа
Неможливо зараз визначити, коли була заснована перша школа в Ляшках і якою вона буда. Відомо тільки, що в церкві Ляшок в 1765 році була книжка Іонакія Галятовського «Ключ розумінія». З проповідей, які священник вичитував у ключі розуміння, парафіяни довідувались не лише про «житіє святих» чи про історичні події, але й про філософські течії, про стан природничої науки у світі, всесвіту тощо.
З часом освітні реформи дійшли і до Ляшок. в 1832 році тут працювала школа — дяківка, а 28 вересня 1861 року була заснована тревіальна школа в Ляшках Долішніх. У 1864 році школа вже була двокласною. У 1874 році школа була визнана філіальною відносно статової школи в Берездівцях. У 1884 році в ляшках долішніх була збудована нова школа. Влітку 1892 року школа в ляшках Долішніх отримала статус статової (самостійної). в 1913 році в Ляшках Горішніх працювала двокласна школа. У 1923 в Ляшках Горішніх була збудована польська школа яка проіснувала до 1939 року. З 1939 року по 1944 рік школа була 4 класною. після війни, з 1945 року в селі Долішне із 4 класної школи перетворили у семикласну. в 1954 році почалось будівництво нової школи в селі горішне і було закінчене в 1957 році. В 1960 році 7-класну школу перетворили у 8-класну, відповідно середня освіта стала 12 класною.
У 20 сторіччі вищі навчальні заклади закінчило 36 осіб і вже у 21 сторіччі 8 осіб. З них 1 доктор наук — Слободян Марія, один професор — Слободян Марія, 1 прокурор Спас Михайло, 1 лікар — Винарчук Михайло, 1 священник декан — Коваль Микола, 16 інженерів, 13 вчителів, 6 економістів, 2 журналісти, 1 землевпорядник, 1 фармацевт і 1 хормейстер.

## Просвіта
У неділю 11 січня 1885 р. в Ляшках Горішніх відкрилась читальня, одна з перших у цих околицях. 6 липня 1902 р. в селі відкрилась просвіта. В 1925 р. в Ляшках Горішніх був побудований будинок просвіти. В ньому проводились вистави, відбувались читання книг і інші заходи. В 1942 р. в селі Горішне був побудований будинок просвіти який діє по сьогодні.

## Значні події села
6 липня 1902 р. відкрилась просвіта. Серпень 1910 р. виникла «Січ» в с. Горішнє. В червні 1913 р. — приїздив в село митрополит Андрій Шептицький. 28 грудня 1913 р. — Іван Вовчук зачитує лист від громади села на ювілеї 40-річчя творчості І. Франка у Львові (Оперному театрі). 1932 р. — Засновано ОУН в с. Горішне. 1936 р. — засновано церковний хор. 1942 р. — збудований будинок "Просвіти в с. Горішнє. В 1943 р. — заснована УПА в с. Горішнє. в 1957 р. — збудовано школу. В 1958 р. — проведено електрифікацію села. В 1975 р. — газифіковано село. 3 жовтня 1989 р. — освячено хрести на могилах вояків УПА. 21 січня 1990 р. — участь жителів села в акції «Живий ланцюг». 9 серпня 1998 р. — освячено церкву в селі. 21 серпня 2011 р. — освячено пам'ятник «Борцям за волю України». 16 серпня 2015 р. відзначення 500-річчя заснування села.

## Відомі люди
- Михайло (Куземський) — останній греко-католицький владика ліквідованої Холмської єпархії.
- Вовчук Іван Григорович — старшина УГА, командир сотень УПА «Леви II» і «Леви III».
- Дилінський Ілярій-Іван — співак і актор.
- Мацьо Ганна Павлівна — українська радянська діячка, новатор виробництва, дозувальниця руди збагачувальної фабрики Роздольського виробничого об'єднання «Сірка» Львівської області. Депутат Верховної Ради УРСР 10-го скликання.
- Слободян Марія — доктор наук, професор.
- Спас Йосип — громадський діяч, дослідник історії, автор книг.
- Прудивус Микола — громадський діяч.
- Коваль Микола — священник, декан.
- Дяків Ігор — бізнесмен.
- Винарчук Михайло — лікар.

## Найпоширеніші прізвища
Спас, Олійник